# Powell (Wyoming)
Powell es una ciudad en el Condado de Park, Wyoming, Estados Unidos. La población era de 5373 habitantes en el censo de 2000. Powell es un Todo-America City, casa de la Universidad del Noroeste.

## Geografía
Powell se encuentra en 44 ° 45'32 "N 108 ° 45'30" W / 44.75889 ° N 108.75833 ° W / 44.75889, -108.75833 (44.758797, -108.758402). 
Según la Oficina del Censo de Estados Unidos, la ciudad tiene una superficie total de 3,7 millas cuadradas (9,7 km ²), todas del mismo tipo de terreno.

## Historia
Powell fue fundado por John Wesley Powell, soldado de EE. UU., geólogo y explorador. La oficina de correos se estableció el 23 de enero de 1908.

## Demografía
Según el censo de 2000, había 5.373 personas, 2.083 hogares y 1.272 familias que residen en la ciudad. La densidad de población era 1.442,3 personas por milla cuadrada (556.2/km ²). Había 2.249 unidades de vivienda en una densidad media de mi 603.7/sq (232.8/km ²). La composición racial de la ciudad era 95,44% blanco, 0,13% African American, 0,47% Nativo Americano, 0,39% asiáticos, 0,04% Isleño del Pacífico, 2,53% de otras razas, y un 1,01% a partir de dos o más razas. Hispano o Latino de cualquier fueron 6,81% de la población. 
Hubo 2083 hogares de los cuales 26,8% tenían hijos menores de 18 años que viven con ellos, el 49,1% eran parejas casadas que viven juntas, 9,1% había una mujer de familia sin marido presente, y 38,9% no eran familias. El 31,4% de todas las familias se componían de dos o más personas y el 14,5% vivían solas y tenían 65 años de edad o más. El tamaño medio del hogar fue de 2,28 y el promedio de tamaño de la familia era 2.89. 
En la ciudad la población se extendió con el 21,0% menores de 18 años, el 18,6% de 18 a 24, el 22,4% de 25 a 44, el 19,5% de 45 a 64, y el 18,4% que fueron 65 años de edad o más. La media de edad fue de 35 años. Por cada 100 mujeres existen 85,4 hombres. Por cada 100 mujeres mayores de 18 años, había 83,5 hombres. 
La media de los ingresos de un hogar en la ciudad fue de $ 27.364, y la renta media para una familia era de $ 34.877. Los hombres tenían un ingreso medio de $ 36,175 versus $ 21,000 para las mujeres. El ingreso per cápita para la ciudad fue de $ 14.518. Sobre el 13,5% de las familias y el 20,3% de la población estaban por debajo del umbral de la pobreza, incluyendo el 24,9% de los menores de 18 años y el 4,8% de los 65 años de edad o más. 

## Medios de comunicación
AM radio
- KZMQ AM 1140 KZMQ AM 1140
- KPOW AM 1260 KPOW AM 1260
- KODI AM 1400 Kodi AM 1400

FM radio 
- KTAG FM 97.9 KTAG FM 97.9
- KZMQ-FM 100.3 KZMQ-FM 100.3
- KCGL FM 104.1 KCGL FM 104.1

Televisión
- KTVQ 2 CBS KTVQ 2 CBS
- KULR 8 NBC KULR 8 NBC
- KCWC-TV 12 PBS KCWC de televisión de 12 PBS